# Шварц, Свен
Свен Шварц (нем. Sven Schwarz, род. 31 января 2002) — немецкий пловец, двукратный серебряный призёр чемпионата мира 2025 года, двукратный бронзовый призёр чемпионатов Европы на короткой воде. Участник летних Олимпийских игр 2024 года.

## Карьера
В 2021 году на чемпионате Европы в 25-ти метровом бассейне в Казани завоевал две бронзовые медали на дистанциях 800 и 1500 метров вольным стилем.
В 2024 году принял участие в плавательной программы летних Олимпийских игр в Париже. На дистанции 800 метров вольным стилем стал пятым, а на дистанции 1500 метров был десятым.
В 2025 году на чемпионате мира в Сингапуре стал двукратным серебряным призёром на дистанциях 800 и 1500 метров вольным стилем.